# Petersstraße (Leipzig)
Die Petersstraße ist eine der ältesten Straßen in der Innenstadt von Leipzig und ist nach dem Petersviertel mit der ehemaligen Petrikirche benannt. Jahrhundertelang war sie eine Haupt- und Geschäftsstraße für die Leipziger Messe mit Messehöfen, Gasthöfen und Geschäften. In der zweiten Hälfte des 19. Jahrhunderts fielen zahlreiche der alten Bauten in der Straße der Modernisierung der Innenstadt zum Opfer. Heute ist sie eine stark frequentierte Fußgängerzone in 1A-Lage mit Shopping-Center, Kaufhäusern, Geschäften, Gastronomie und Kinos.

## Lage und Geschichte

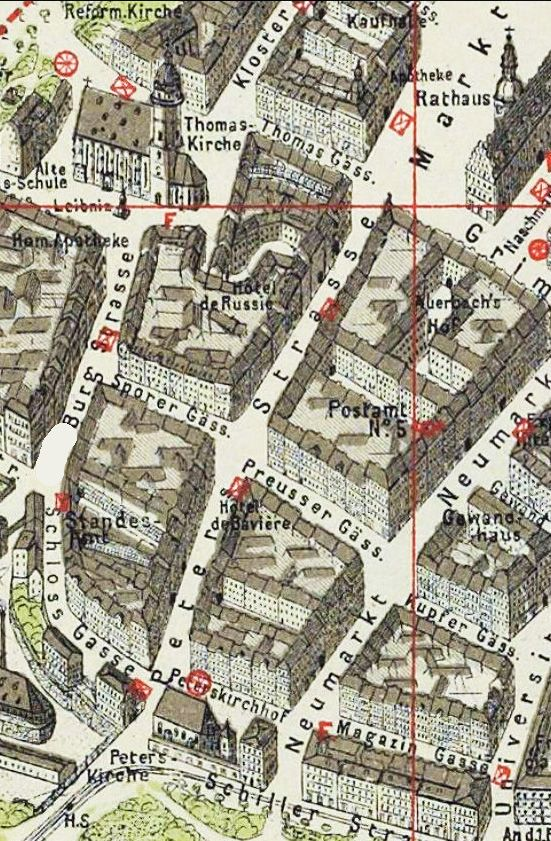
Die Petersstraße auf einem Stadtplan von 1884

Die Petersstraße ist 347 Meter lang und verbindet den Markt in Nord-Süd-Richtung mit dem Wilhelm-Leuschner-Platz. An ihrem südlichen Ende befanden sich bis 1860 das Peterstor und bis 1886 die namensgebende Peterskirche. Nach Süden am ehemaligen Peterstor findet sie jenseits des Innenstadtrings als Peterssteinweg ihre Fortsetzung. Sie war Bestandteil der Via imperii und zentrale Straße des sie umgebenden Petersviertels.
In der Petersstraße lagen zahlreiche Höfe, die teilweise Durchgänge in die benachbarten Straßen aufwiesen (auf der westlichen Straßenseite zum Thomaskirchhof oder zur Burgstraße, auf der östlichen Straßenseite zum Neumarkt, der bis 1839 »Neuer Neumarkt« hieß).
Seit der Mitte des 19. Jahrhunderts wurde die Straße durch eine Vielzahl von Handels- und Messehäusern geprägt. Insbesondere während der Messen war die Petersstraße im 19. und 20. Jahrhundert stark frequentiert. Der Straßenraum erfuhr einen Maßstabswechsel. Enge Gassenstrukturen erschwerten die Anliefersituation für die Messehäuser. Nach dem Zweiten Weltkrieg erfolgte eine Straßenaufweitung. In diesem Zuge wurde die Petersstraße zunächst in ihrem nördlichen Bereich von 11 auf 19 Meter verbreitert.

Historische Ansichten
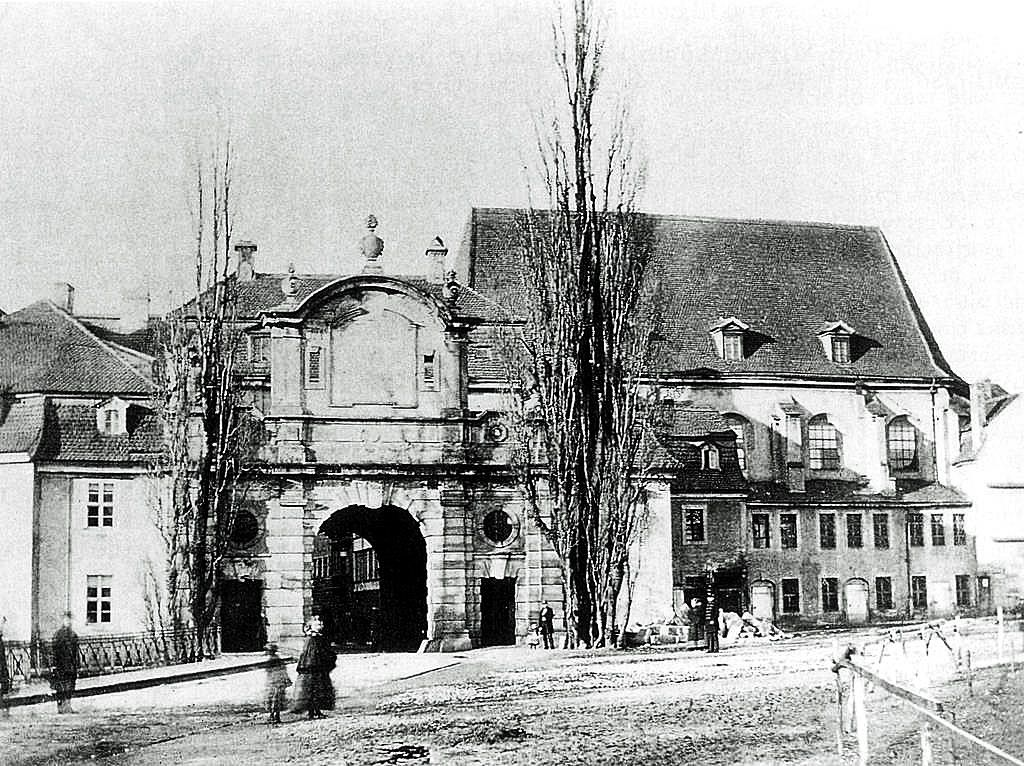
Alte Peterskirche und Peterstor von Süd, vor 1860
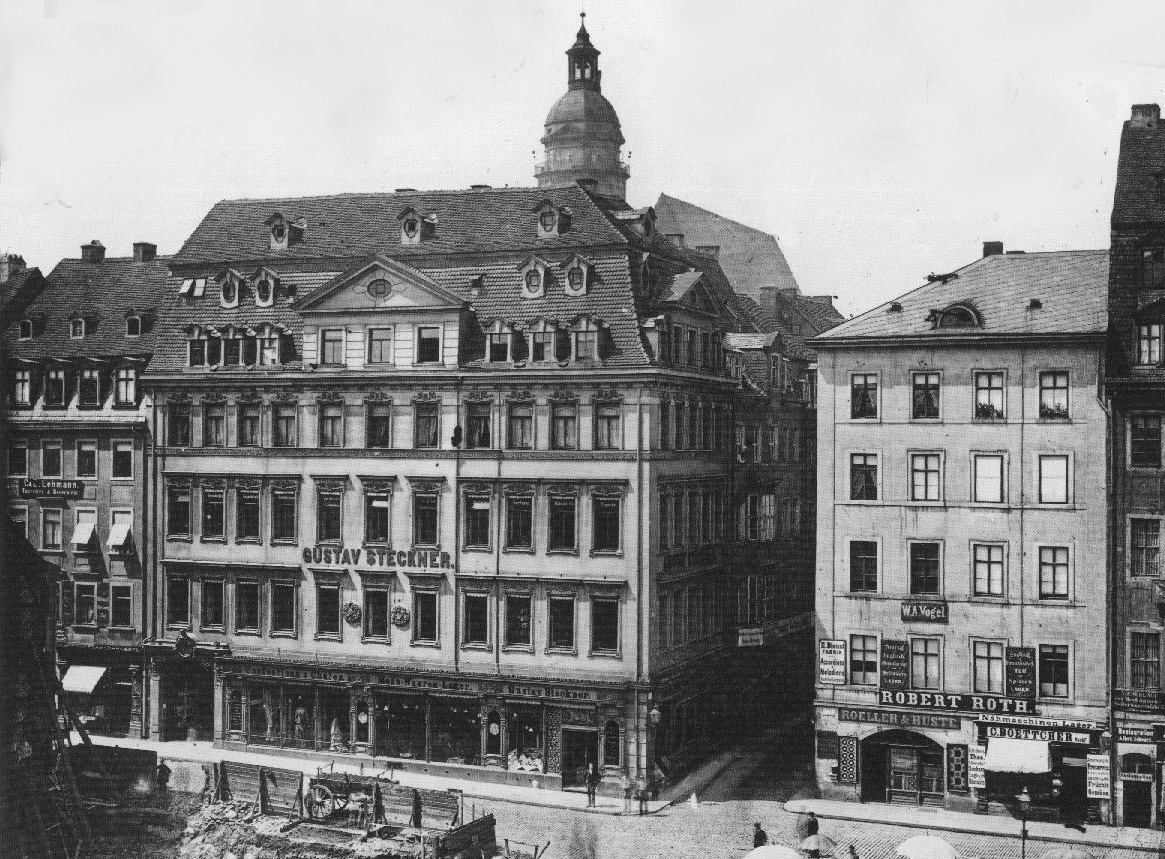
Steckner-Passage, Haus Nr. 2, um 1875 heute hier Thomaswiese
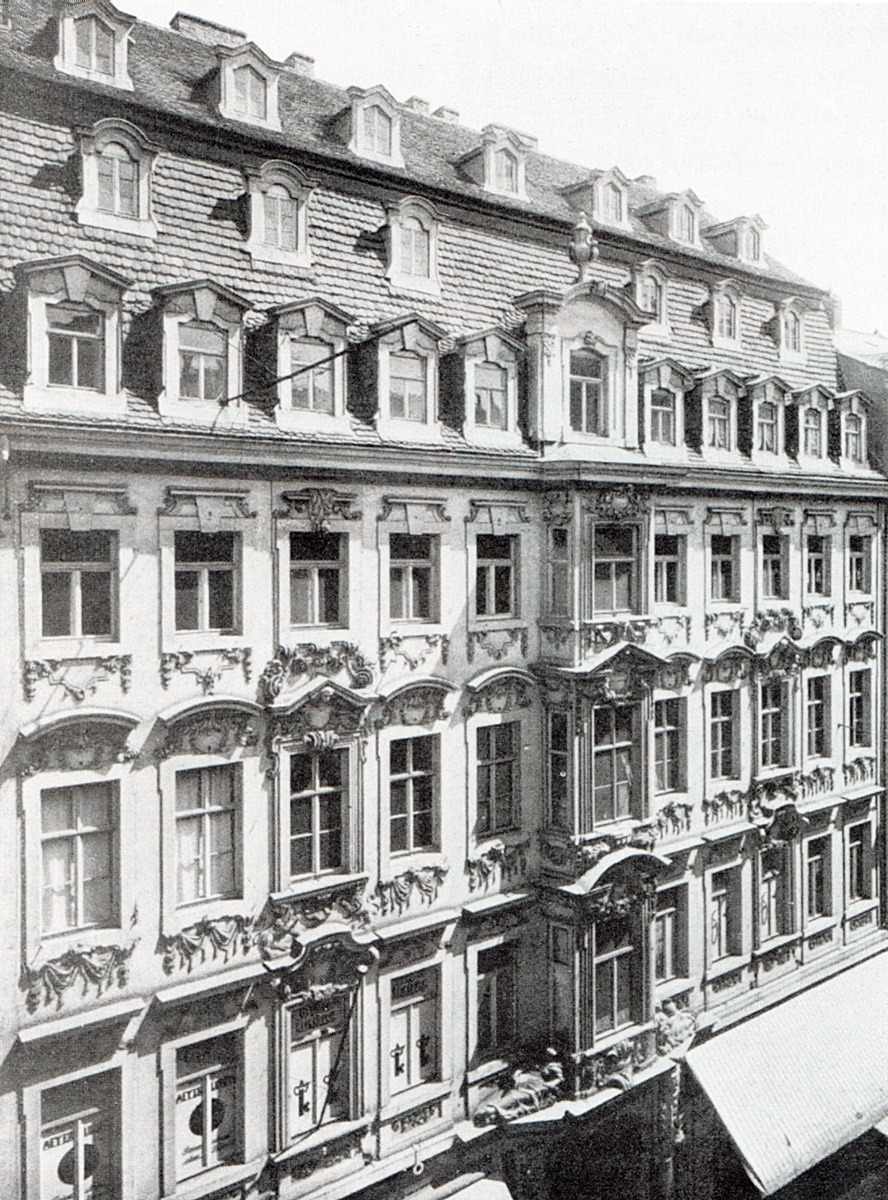
Hohmanns Hof, Haus Nr. 15, um 1900, heute hier der Messehof
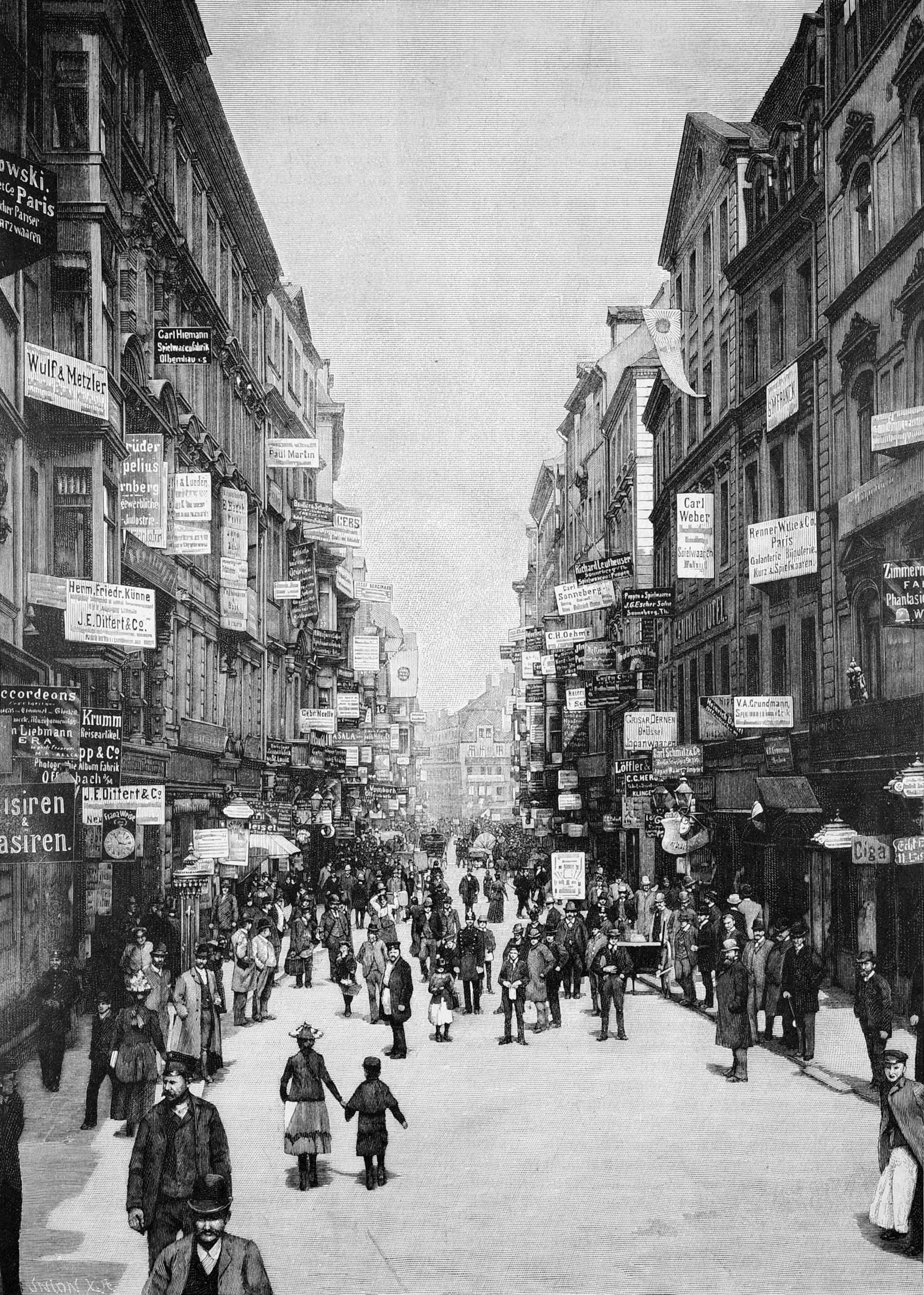
Die Petersstraße während der Leipziger Messe in den 1890er Jahren
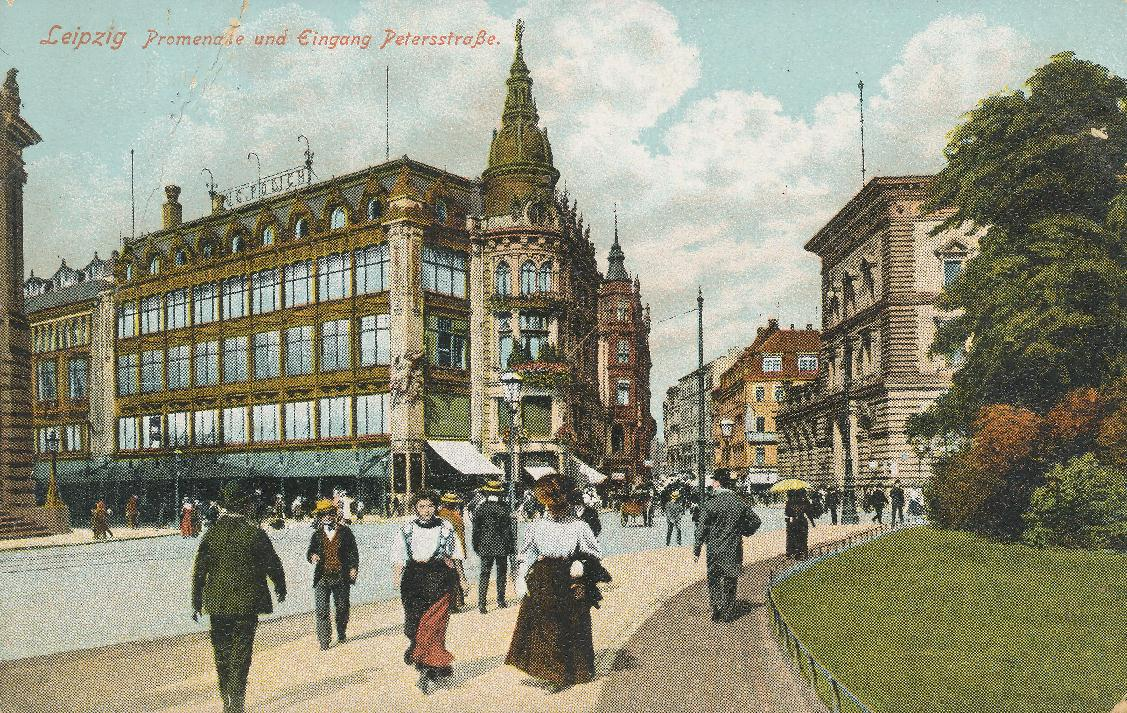
Südende der Straße mit ehemaligem Modenhaus August Polich (1913), heute hier das Merkurhaus
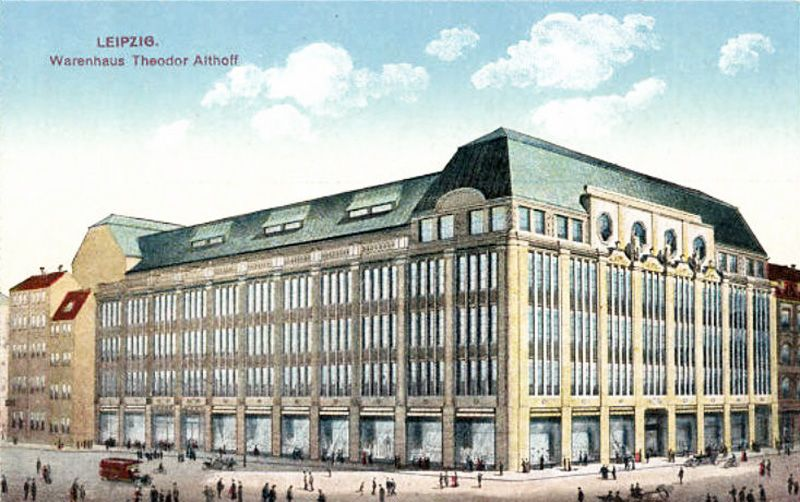
Ehemaliges Warenhaus Theodor Althoff (um 1920), später Centrum Warenhaus und Karstadt Warenhaus

Heute ist die Petersstraße auf ihrer gesamten Länge als Fußgängerzone ausgewiesen und ist vor allem eine Einkaufs- und Geschäftsstraße. Mit dem Bau des Hauses, das von Peek und Cloppenburg genutzt wird, wurde die Straßenaufweitung an dieser Stelle wieder rückgängig gemacht. 2019 wurde das Karstadt-Kaufhaus geschlossen. Eine Neueröffnung als Einkaufs-, Büro- und Gastronomiehaus ist für Ende 2023 angekündigt.
2007 und 2008 wurden unter der Petersstraße zwei Tunnelröhren des Citytunnels der Eisenbahn gebohrt. Der Citytunnel wurde 2013 eröffnet und erschließt die Petersstraße von Norden durch die Station Leipzig Markt und von Süden durch die Station Leipzig Wilhelm-Leuschner-Platz.
2017 wurde durch die Leipziger Wasserwerke in der Petersstraße der erste öffentliche Trinkwasserbrunnen in Betrieb genommen, dem seither weitere im Stadtgebiet folgten.
Die Petersstraße ist Bestandteil des jährlich stattfindenden Leipziger Weihnachtsmarkts.

## Bebauung auf der Ostseite
Ungerade Hausnummern, ausgehend vom Markt

### Petersstraße 1 bis 13, Messehaus am Markt
Die Ecke Petersstraße / Markt war seit dem Ende des 17. Jahrhunderts Standort verschiedener Kaffeehäuser. Seit 1913 steht hier ein Messehaus, seit 1963 das Messehaus am Markt, in dem von 1993 bis zum Umzug auf das neue Messegelände die Leipziger Buchmesse stattfand. Das Gebäude wurde 2004/2005 nach Plänen des Architektenbüros Weis & Volkmann zu einem Geschäftshaus umgebaut, das im Süden Anschluss an das Passagensystem hat.

### Petersstraße 15, Messehof
Der bedeutendste Vorgängerbau auf dem Areal war das im Zweiten Weltkrieg zerstörte barocke Stadtpalais Hohmanns Hof, bevor hier zwischen 1949 und 1950 der Messehof als erster städtische Messehausneubau nach dem Krieg errichtet wurde. Heute ist es ein Geschäftshaus mit Ladenpassage, der Messehofpassage, mit Verbindung zur Mädlerpassage.

### Petersstraße 17 / 23, Peek & Cloppenburg
Hier befand sich das Haus zur Flora, das bei dem verheerenden Bomberangriff auf Leipzig am 4. Dezember 1943 vollständig ausbrannte, ohne dass es selbst von Bomben getroffen war. 1991 erwarb Peek & Cloppenburg das Areal, das zuvor für Obst und Gemüsemärkte genutzt wurde, und eröffnete 1994 ein Bekleidungshaus mit fünf Etagen. Der Entwurf stammt vom Architekten Charles Moore und seinen Partnern.

### Petersstraße 25 / 31, Kaufhaus Karstadt (bis 2019)
Das von 1990 bis 2019 als Karstadt Leipzig geführte Haus wurde 1914 als Warenhaus Althoff eröffnet und firmierte zwischenzeitlich als Freies Kaufhaus und als Centrum Warenhaus Leipzig. Vor 1914 standen das Hôtel de Bavière (1768 erstmals so genannt, ab 1887 Hotel Central) in der Petersstraße 25 sowie der Gasthof Drei Rosen in der Petersstraße 27.

### Petersstraße 39 / 41, Stentzlers Hof
1914 ließ der Leipziger Architekt Leopold Stentzler die in seinem Besitz befindlichen Häuser Petersstraße 39 und 41 abreißen, um das Messehaus Stentzlers Hof zu errichten, in dem vor allem Papierwaren ausgestellt wurden. Das Haus wurde von den Erben des Erbauers von 1994 bis 1996 umfassend saniert. Dabei entstand ein überdachter passagenartiger Durchgang von der Petersstraße zum Peterskirchhof.

### Petersstraße 43, Ehemaliges Reichsbankgebäude
Das ehemalige Reichsbankgebäude in der Petersstraße 43 wurde nach Abriss der Alten Peterskirche in den Jahren 1885–1887 für die Leipziger Filiale der Zentralnotenbank des Deutschen Reiches im Stil der Neorenaissance errichtet. Nach Nutzung durch weitere Geldinstitute ist das Haus seit 1999 die Heimstatt der Musikschule Leipzig „Johann Sebastian Bach“.

Bauten an der Ostseite
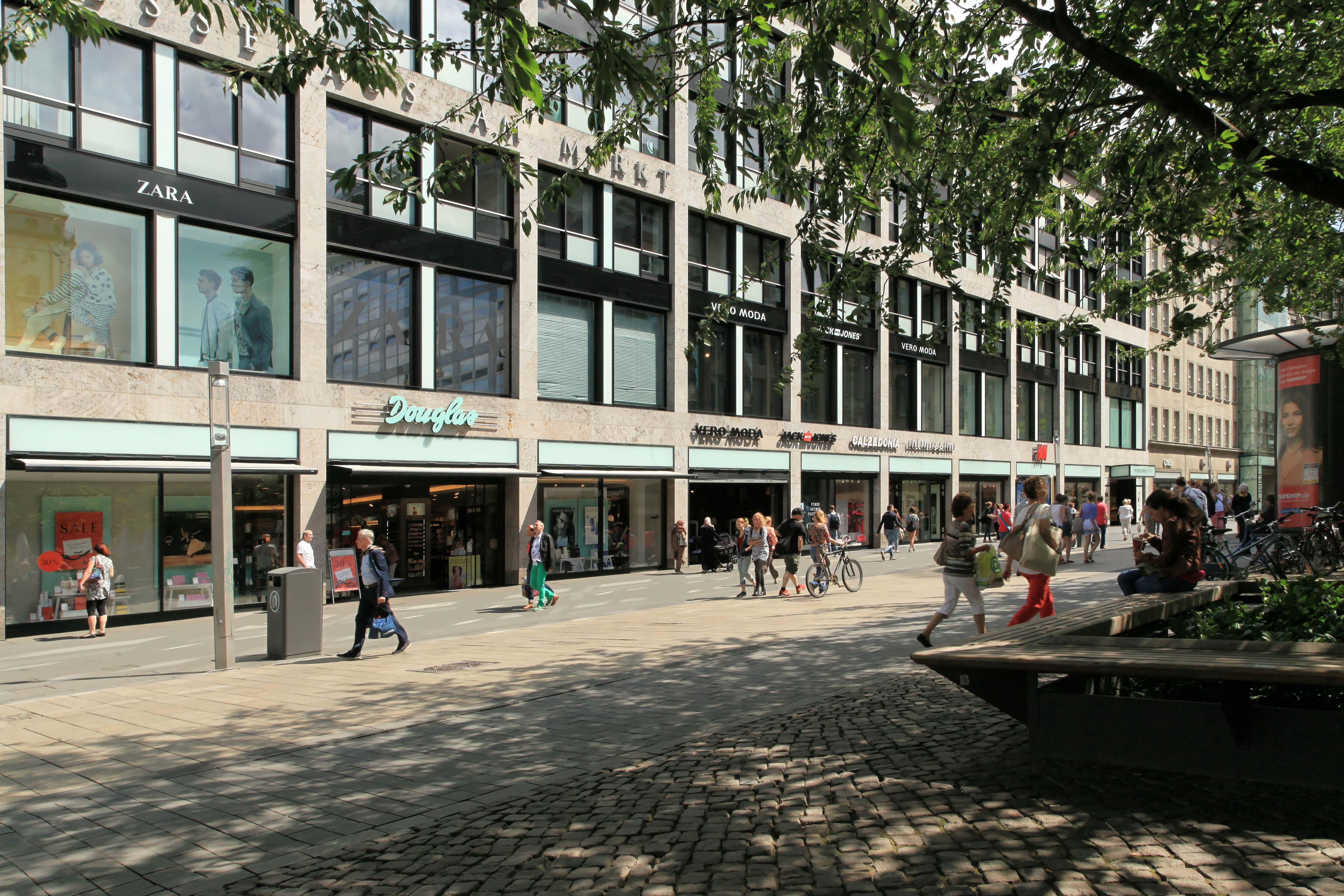
Messehaus am Markt
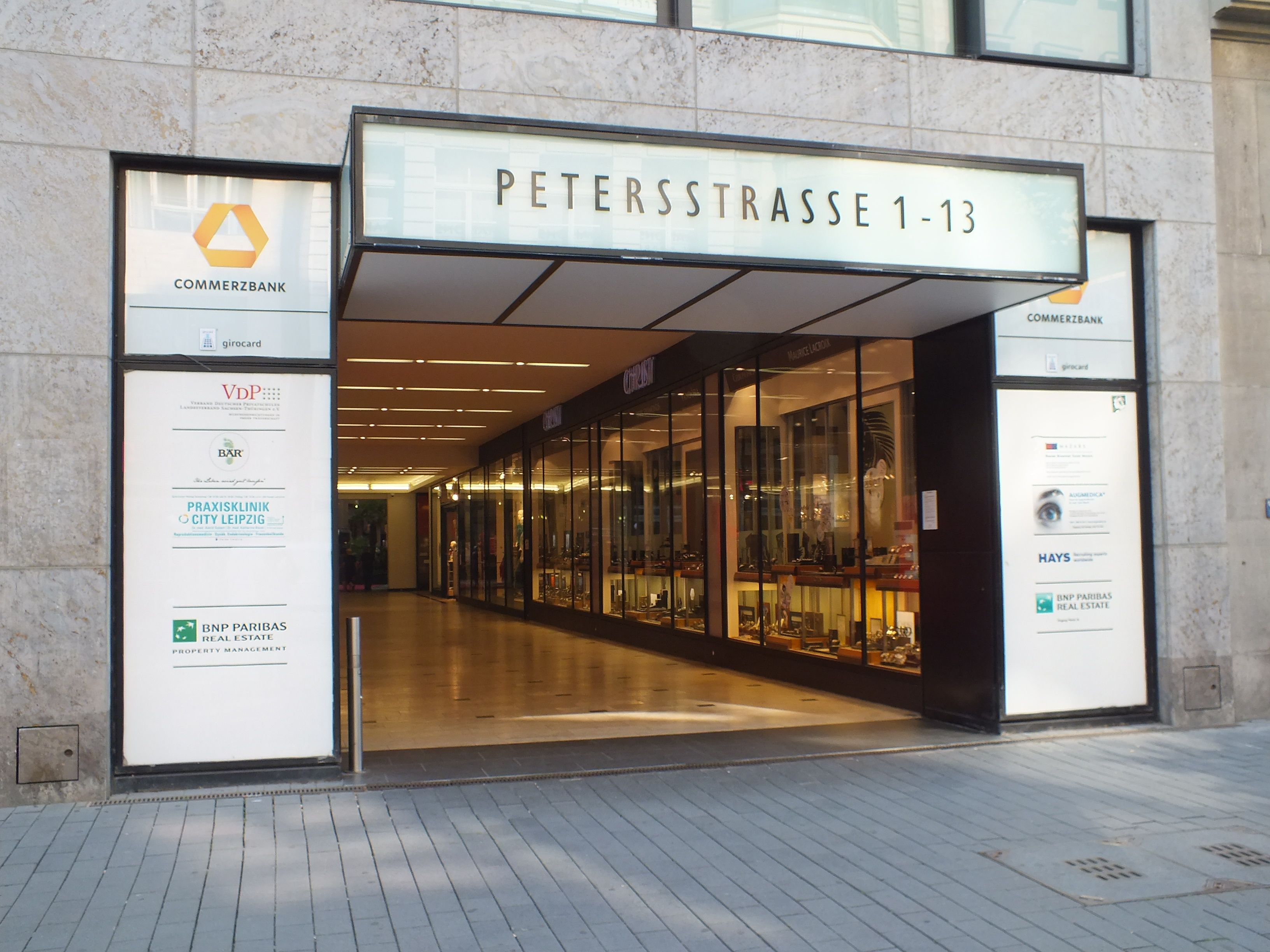
Eingang zur Messehauspassage
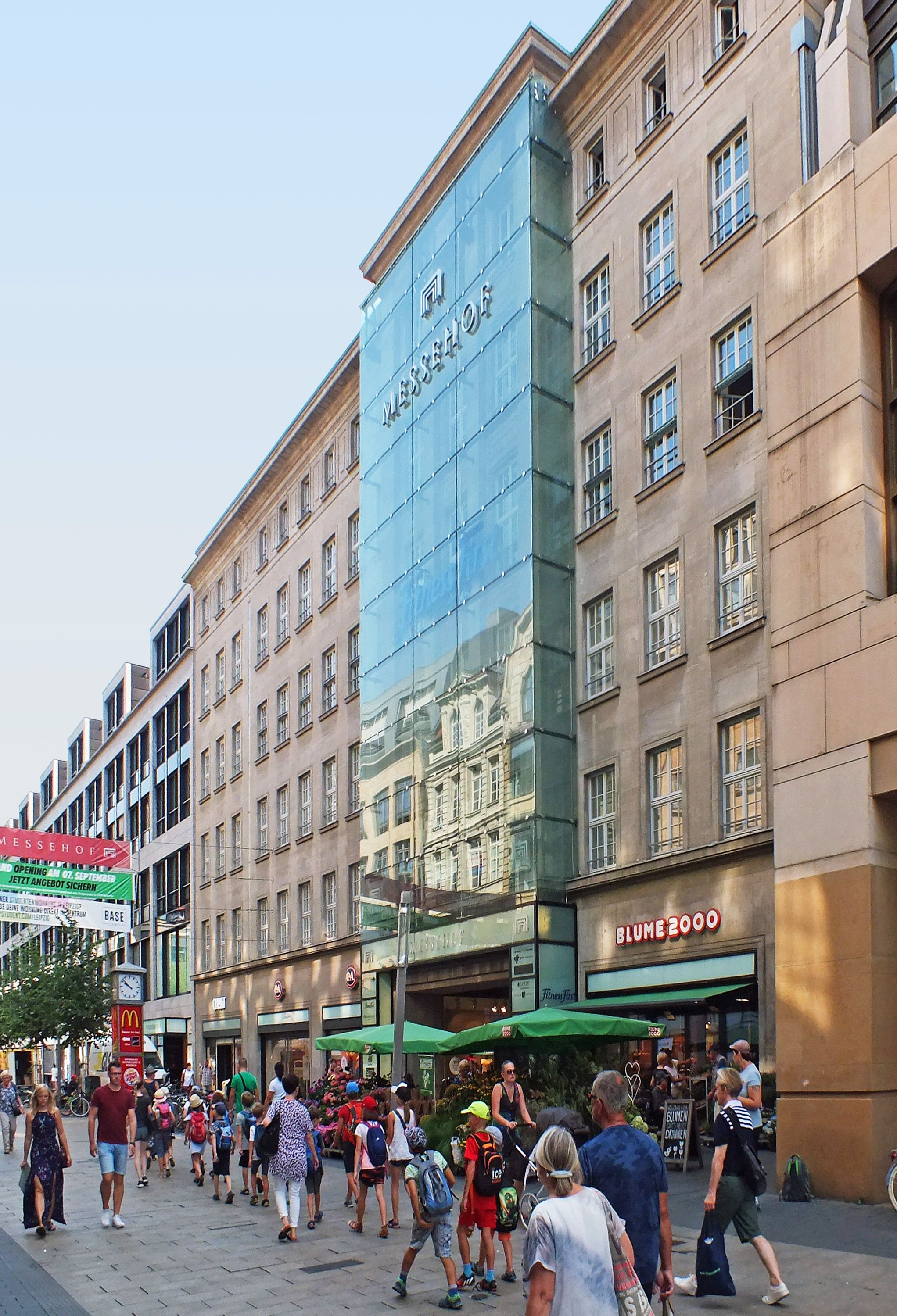
Messehof
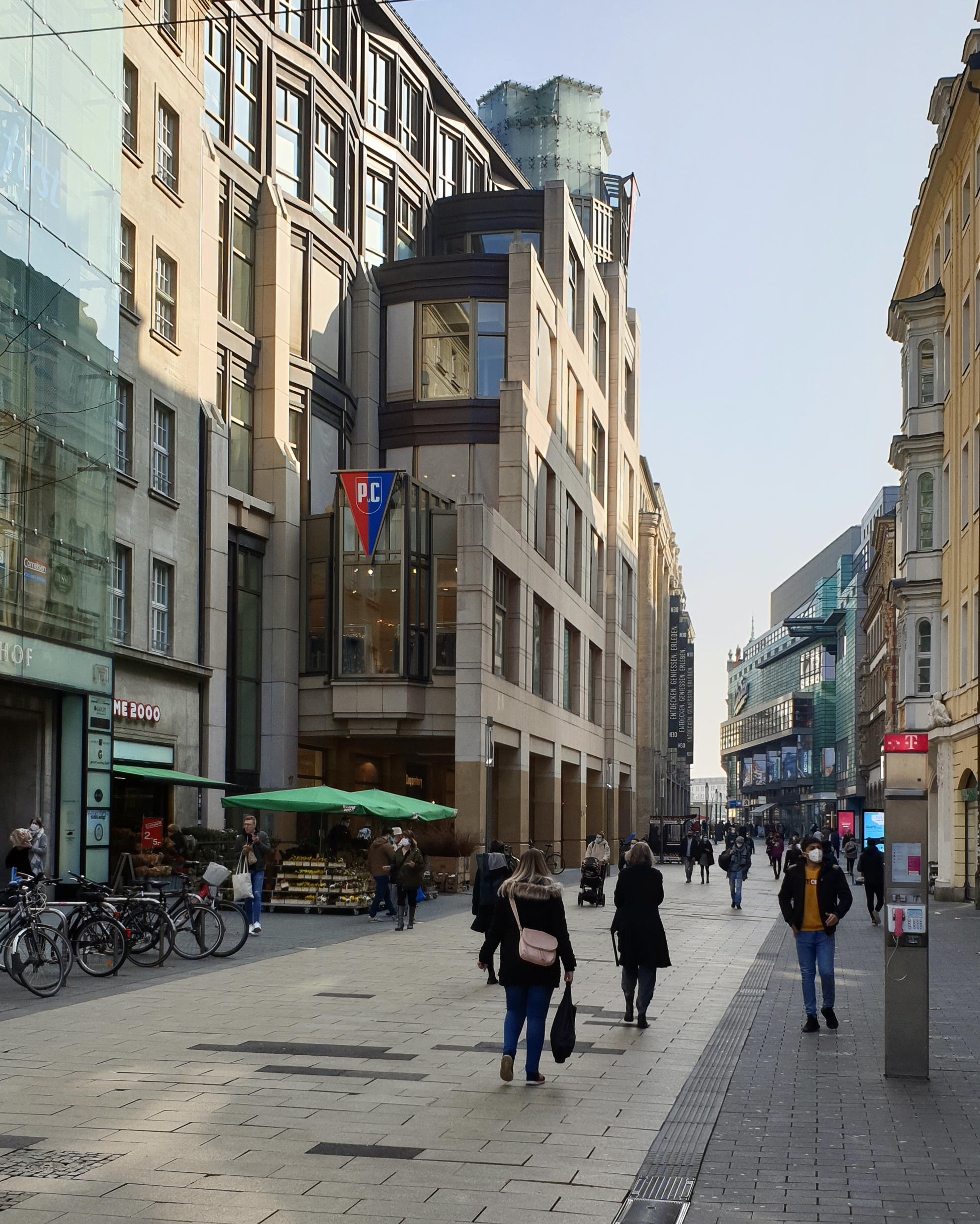
Peek & Cloppenburg
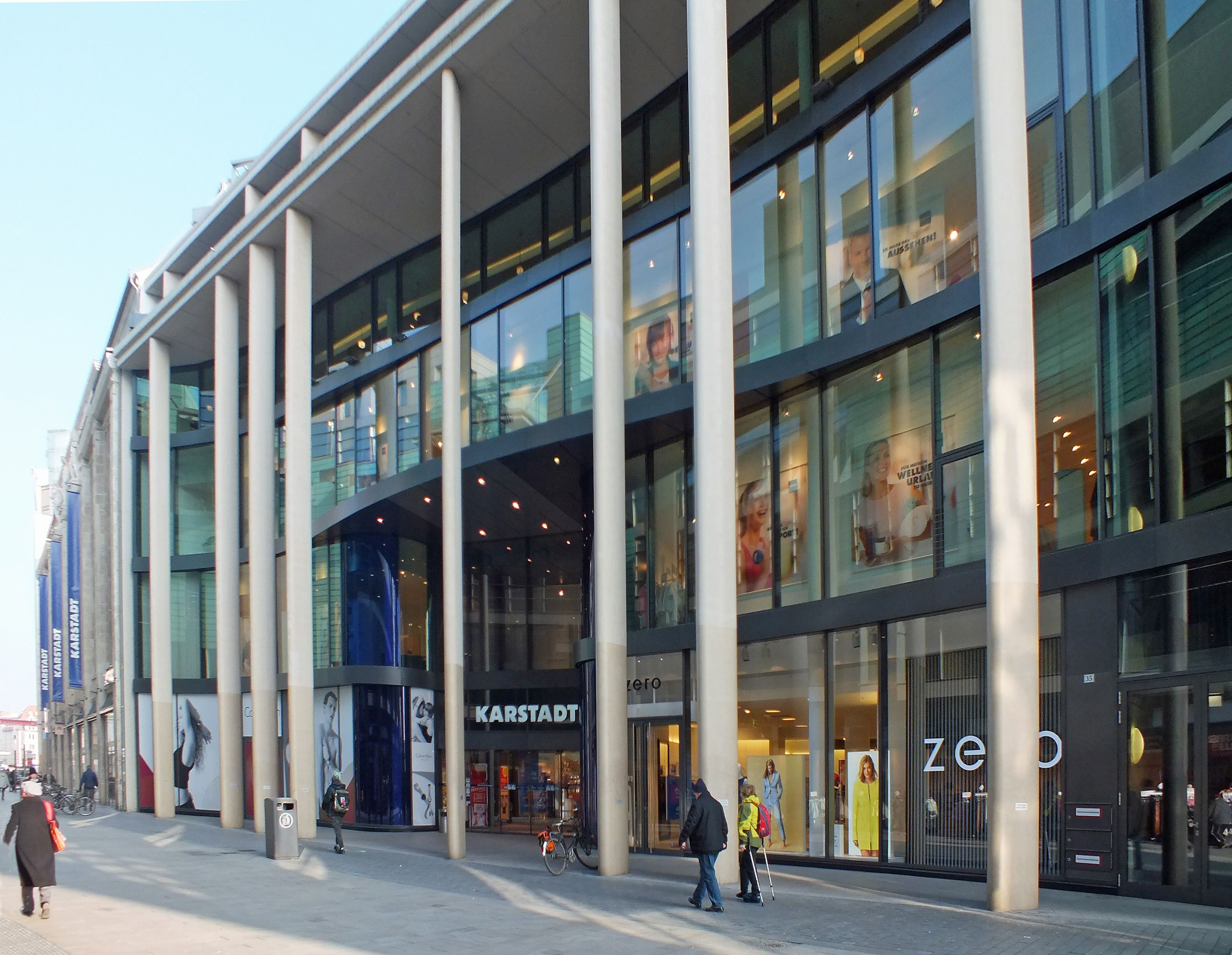
Ehemals Karstadt Leipzig
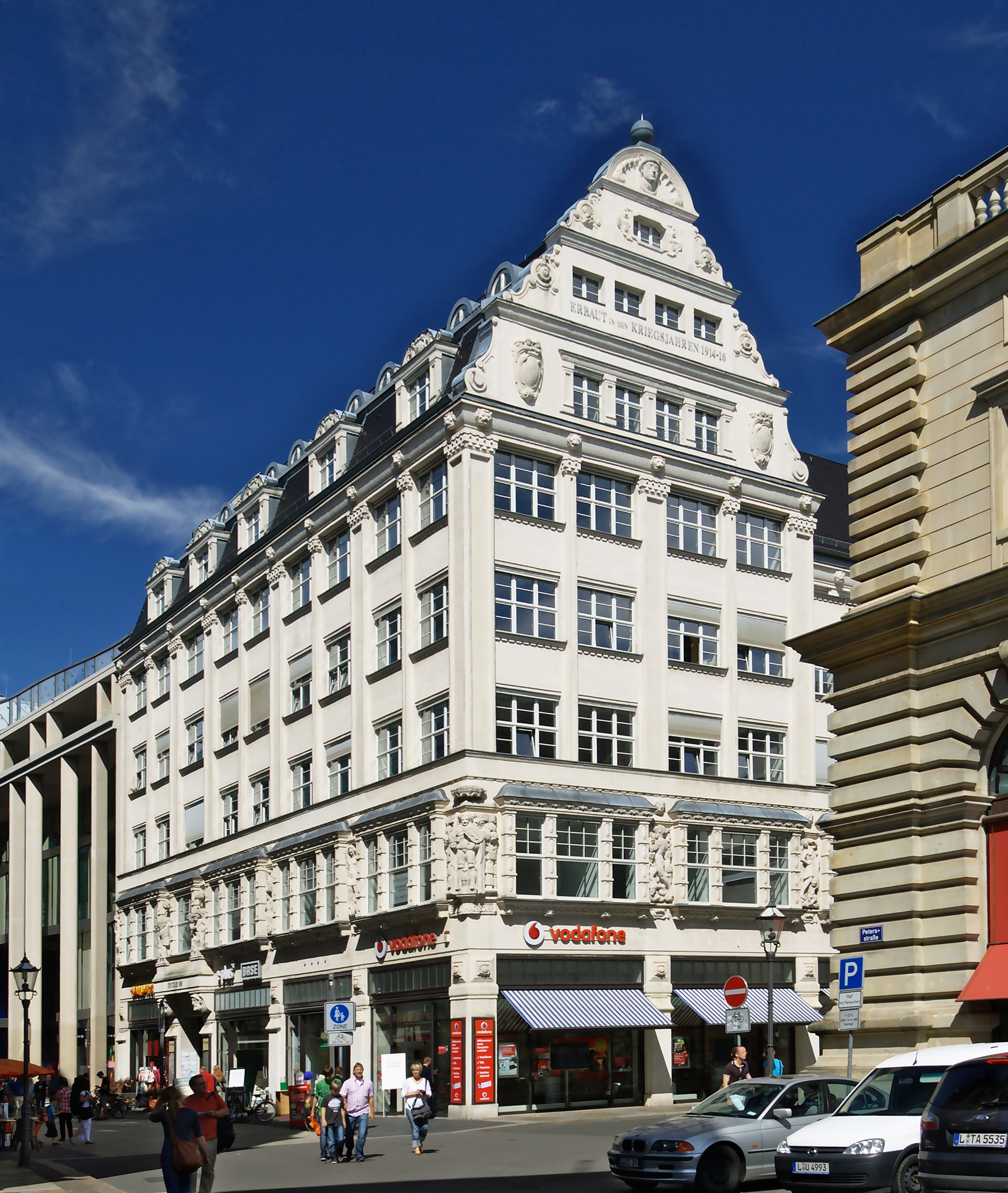
Stenzlers Hof (2010)
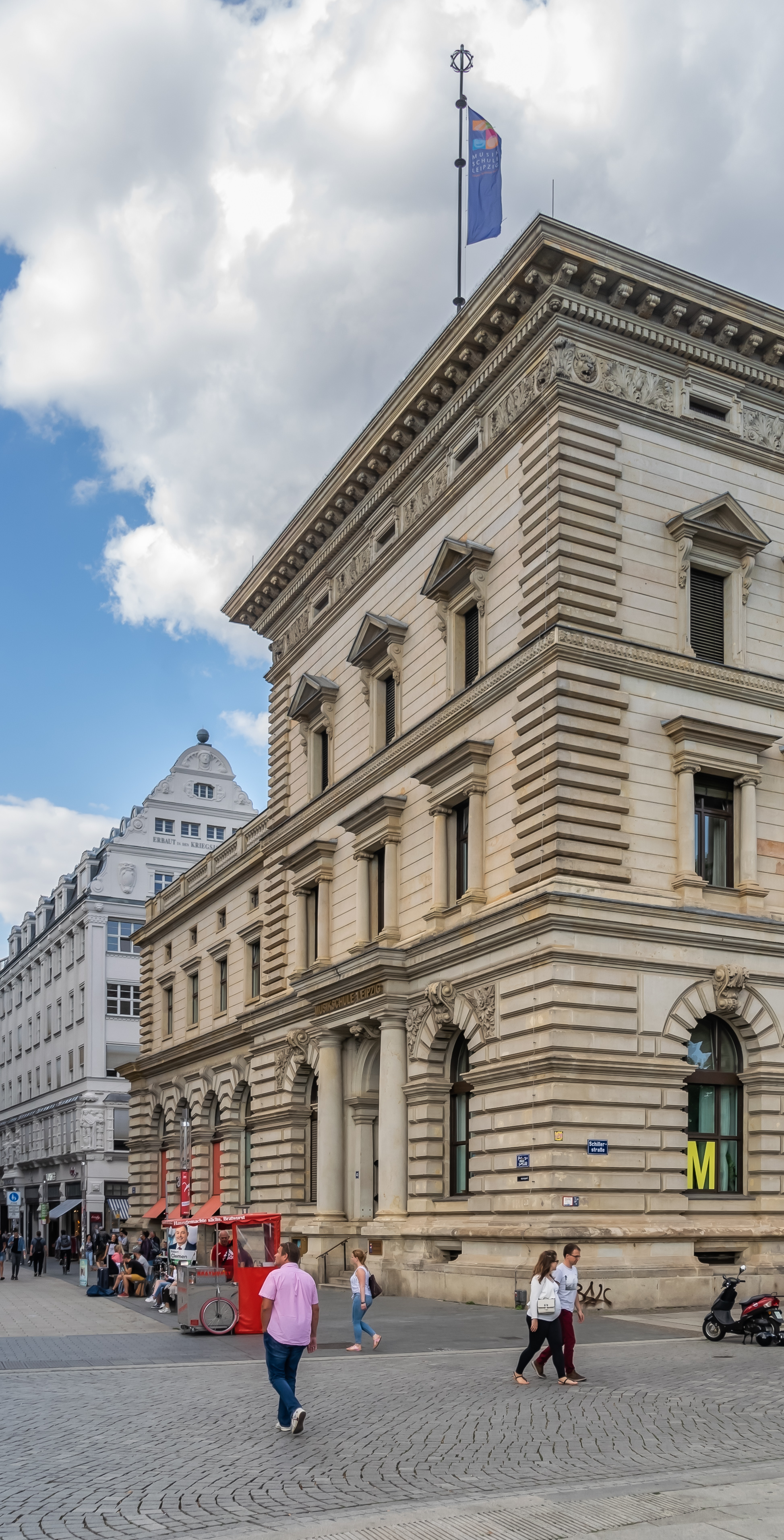
Ehemaliges Reichsbankgebäude

## Bebauung auf der Westseite
Gerade Hausnummern, ausgehend vom Markt

### Ohne Nummer, Curry Cult und Thomaswiese
Vor den Zerstörungen des Zweiten Weltkriegs war die Westseite der Petersstraße ebenso bis zum Markt bebaut, wie es auf der Ostseite heute noch zu erleben ist. Auf dem Grundstück mit der Hausnummer 2 neben der damals schmalen Thomasgasse befand sich das Kaufhaus Steckner mit der zum Thomaskirchhof führenden Steckner-Passage. Ihm schloss sich mit der Hausnummer 4/6 Keysers Kaufhaus an. Während diese beiden Gebäude dem Historismus zuzurechnen waren, folgte mit der Nr. 8 eines der schönsten Jugendstilhäuser Leipzigs, das Kaufhaus der Kofferfirma Mädler. 1973 wurde das gesamte Areal zunächst interimistisch zur Grünfläche umgestaltet. 1997/1998 wurde die Freifläche landschaftsplanerisch gestaltet und der Imbiss Curry Cult geschaffen.

### Petersstraße 12 / 14, Haus Marquette
Ebenfalls 1997/98 wurde am Rande der freien Fläche ein 7-geschossiges Wohn- und Geschäftshaus, das Haus Marquette errichtet (Hauptmieter: Hugendubel).

### Petersstraße 16/18/22
Dies sind drei sanierte Geschäftshäuser aus der Zeit um 1910, zumeist im Reformstil mit Anklängen des Jugendstils. Obwohl ihre Fronten nur zwischen etwa acht und elf Meter breit sind, tragen sie wesentlich zum Gesamterscheinungsbild der Straße bei.

### Petersstraße 20, Petershof
Der Petershof erstreckt sich zwischen der Petersstraße, dem Sporergäßchen, der Burgstraße und dem Thomaskirchhof. Er wurde von 1927 bis 1929 nach Plänen des Leipziger Architekten Alfred Liebig (1878–1952) als Messehaus errichtet, beherbergte bis 2003 auch das Kino Capitol und wurde 2004/05 zu einem Wohn- und Geschäftshaus umgebaut.

### Petersstraße 24,  Zum Grönländer
Das Geschäftshaus mit dem Namen „Zum Grönländer“ stammt aus dem 18. Jahrhundert. Nach seiner Errichtung hieß es Haugks Haus. Ein Mitglied der Familie von Haugk geriet in Grönland in Seenot, wurde aber von einem sich in einem Kajak nähernden Eskimo in eine sichere Bucht geleitet. 1885 wurde am Haus ein Relief angebracht, das daran erinnern soll. Als es 1908 Messehaus wurde, erhielt es offiziell seinen neuen Namen. Es wurde 1992 bis 1994 sorgfältig saniert und wird seitdem als Geschäftshaus genutzt.

### Petersstraße 26, Concentra-Haus
Das Concentra-Haus, in dem sich heute ein Bekleidungsfilialgeschäft befindet, wurde 1920 als Messehaus errichtet. Das Vorgängergebäude kam 1836 in den Besitz des Kaufmanns Adolf Heinrich Schletter (1793–1853) und wurde „Schletterhaus“ genannt. Schletter, einer der Stifter des Museums der bildende Künste, vererbte es 1853 der Stadt, die es 1863 zugunsten der Schletter’schen Stiftung verkaufte.

### Petersstraße 32 / 34, Drei Könige
1680 befand sich hier ein Gasthof „Zu den drei Königen“. Der Name hat sich über die Jahrhunderte erhalten, auch als 1915 zwei nebeneinander liegende Häuser abgerissen wurden, um Platz für ein Messehaus zu schaffen. Über 70 Jahre war hier das Zentrum der Schuhmesse. Nach 1990 wurde das Messehaus zu einem Bürohaus umgebaut.

### Petersstraße 36, Petersbogen
Von 1999 bis 2001 wurde der neue Baukomplex Petersbogen mit einer geschwungenen Passage zwischen Petersstraße und Schloßgasse errichtet. Die Liegenschaft hat eine abwechslungsreiche Geschichte hinter sich, gehörte im 15. Jahrhundert der Universität, wurde vom Landesherren beschlagnahmt, gehörte dann wieder der Universität und wurde 1919 zu einem Messepalast umgebaut, der beim Bombenangriff am 4. Dezember 1943 zerstört wurde. Im heutigen Baukomplex wird ein Teil von der Universität als Juridicum genutzt. Außerdem befinden sich hier Geschäfte, das Multiplexkino Cinestar und ein Spielcacino.

### Petersstraße 48, Klingerhaus
Der Seifen- und Parfümeriefabrikant Heinrich Louis Klinger (1816–1896), Vater des Malers Max Klinger (1857–1920), erwarb hier im 19. Jahrhundert mehrere Gebäude, die er 1887 abreißen und an deren Stelle er nach Plänen des Leipziger Architekten Arwed Roßbach (1844–1902) einen repräsentativen Neubau im Stil der Neorenaissance errichten ließ. Seit 1905 trägt das Gebäude als Klingerhaus den Namen der Besitzerfamilie.

### Markgrafenstraße 2, Merkurhaus
Das Merkurhaus, das den Eingang der Petersstraße markiert, hat als Adresse Markgrafenstraße, die hier mit der Schillerstraße und der Petersstraße zusammentrifft. Der Name des 1936–1937 errichteten Hauses nimmt Bezug auf den Vorgängerbau, das Kaufhaus Polich, auf dem eine Merkurstatue stand. Der Vorgängerbau befand sich im jüdischen Eigentum, das von den Nationalsozialisten zwangsarisiert wurde. Nach Nutzungen durch Messe und Wissenschaftseinrichtungen ist das Haus seit 1991 wieder ein Geschäftshaus.

Bauten an der Westseite
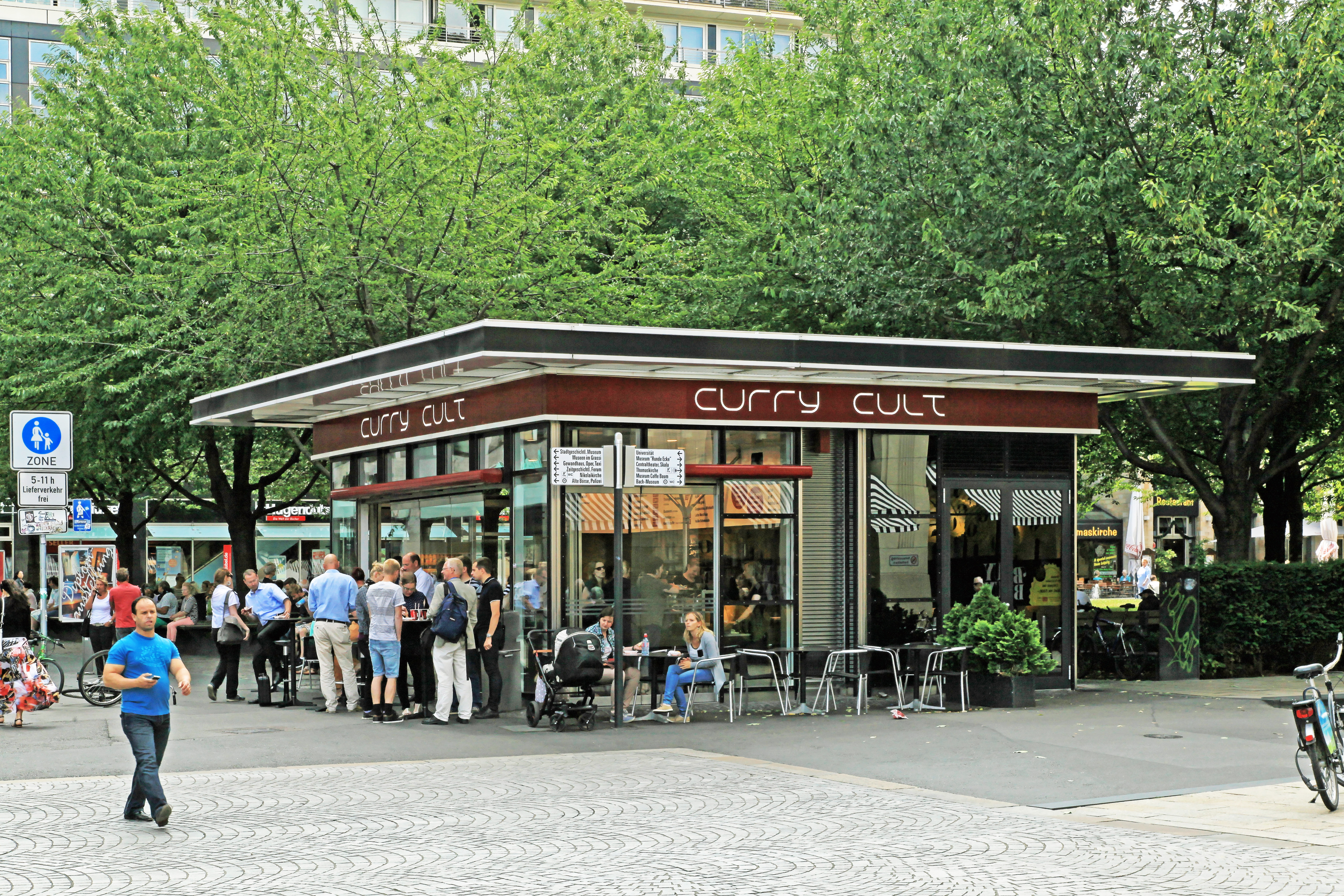
Imbiss Curry Cult
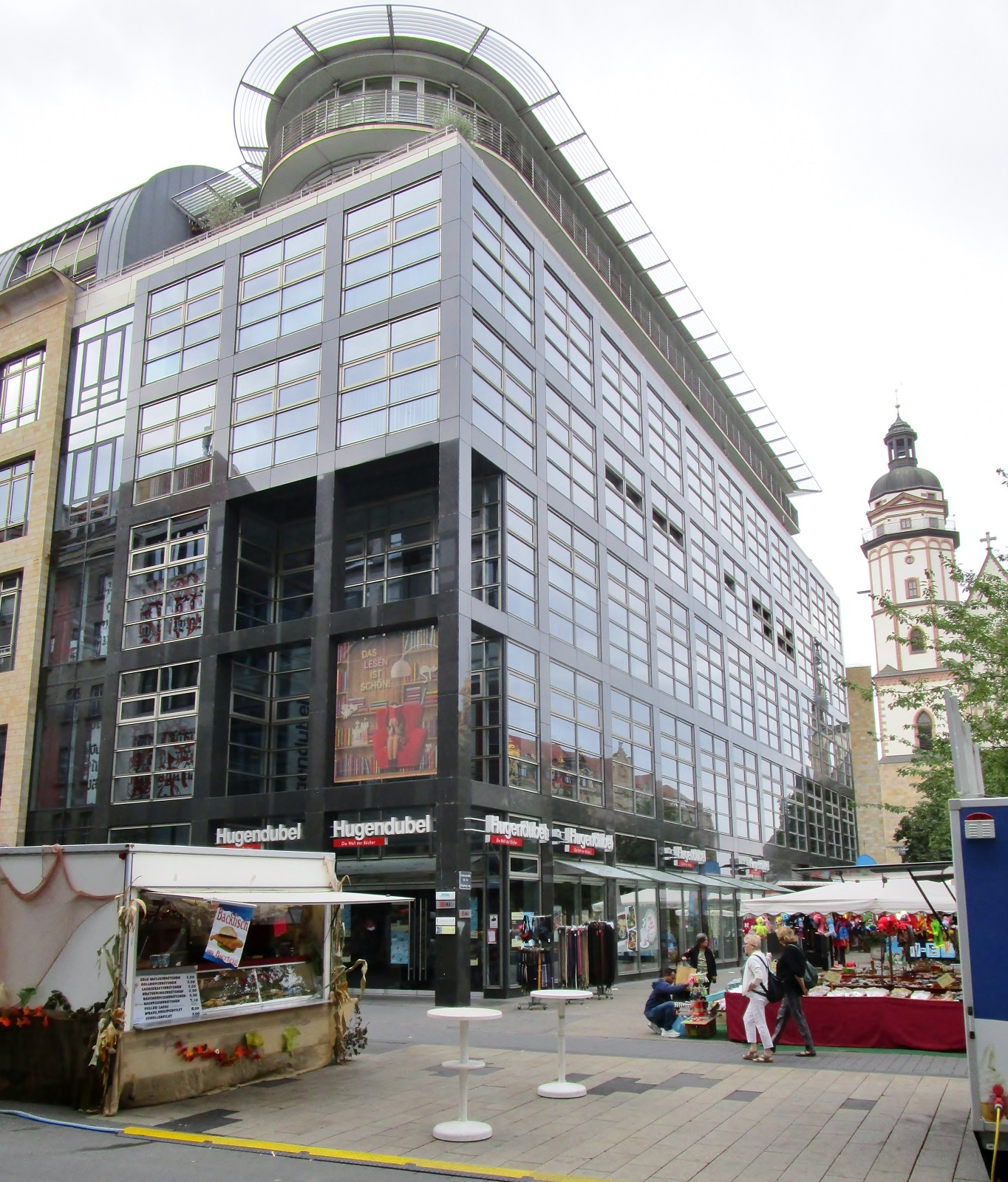
Haus Marquette
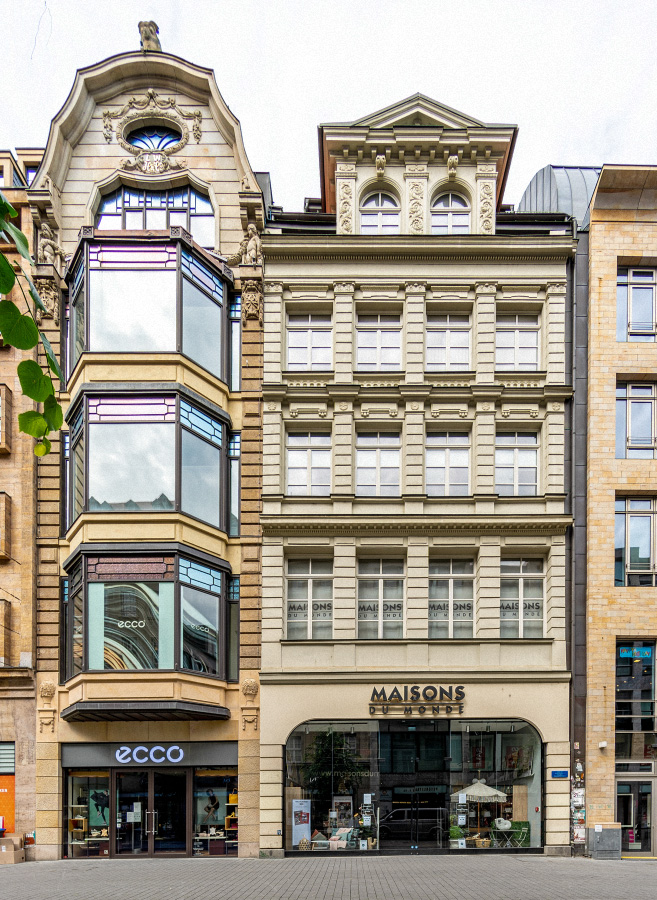
Häuser Nr. 16 und 18
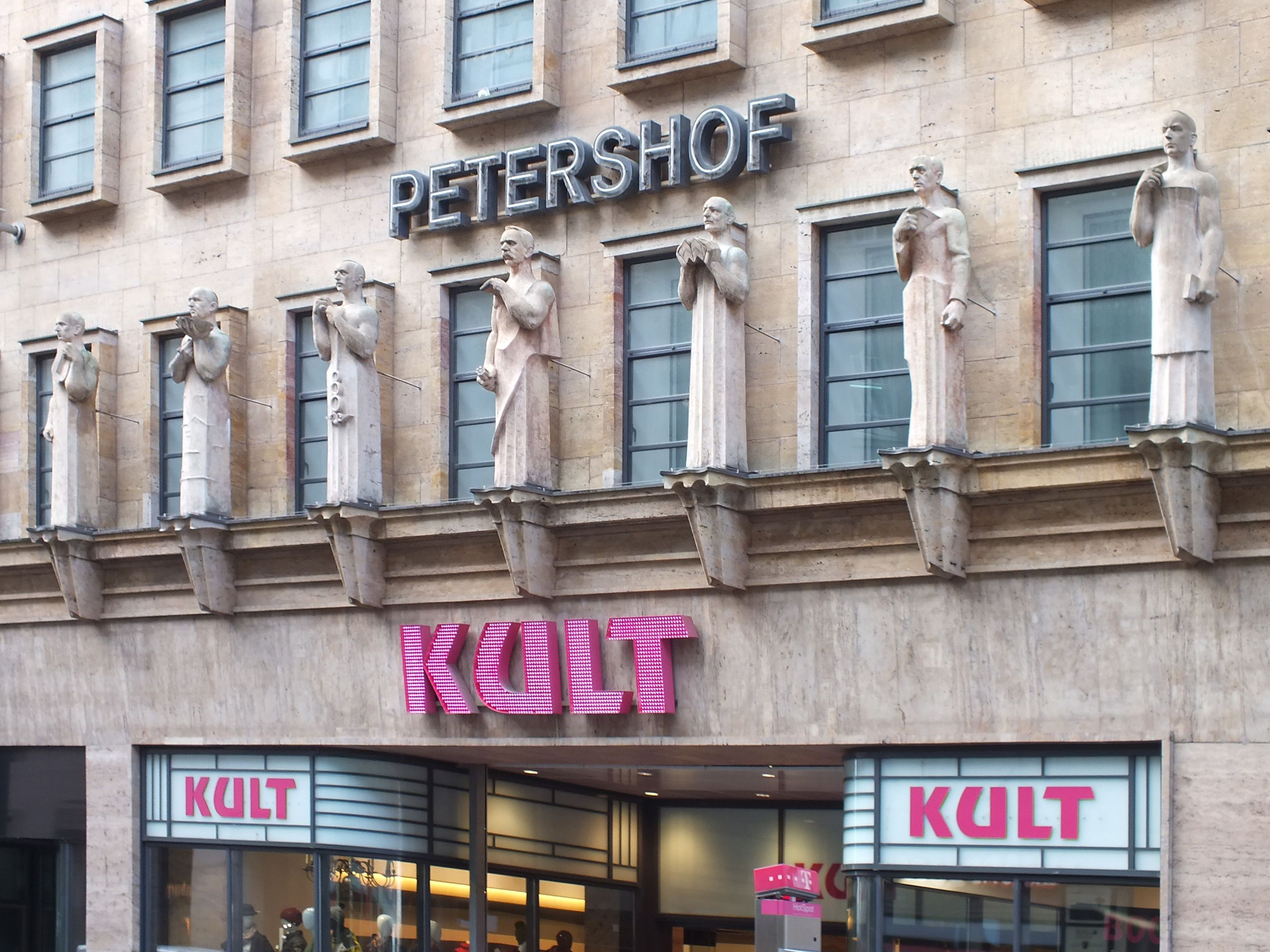
Petershof
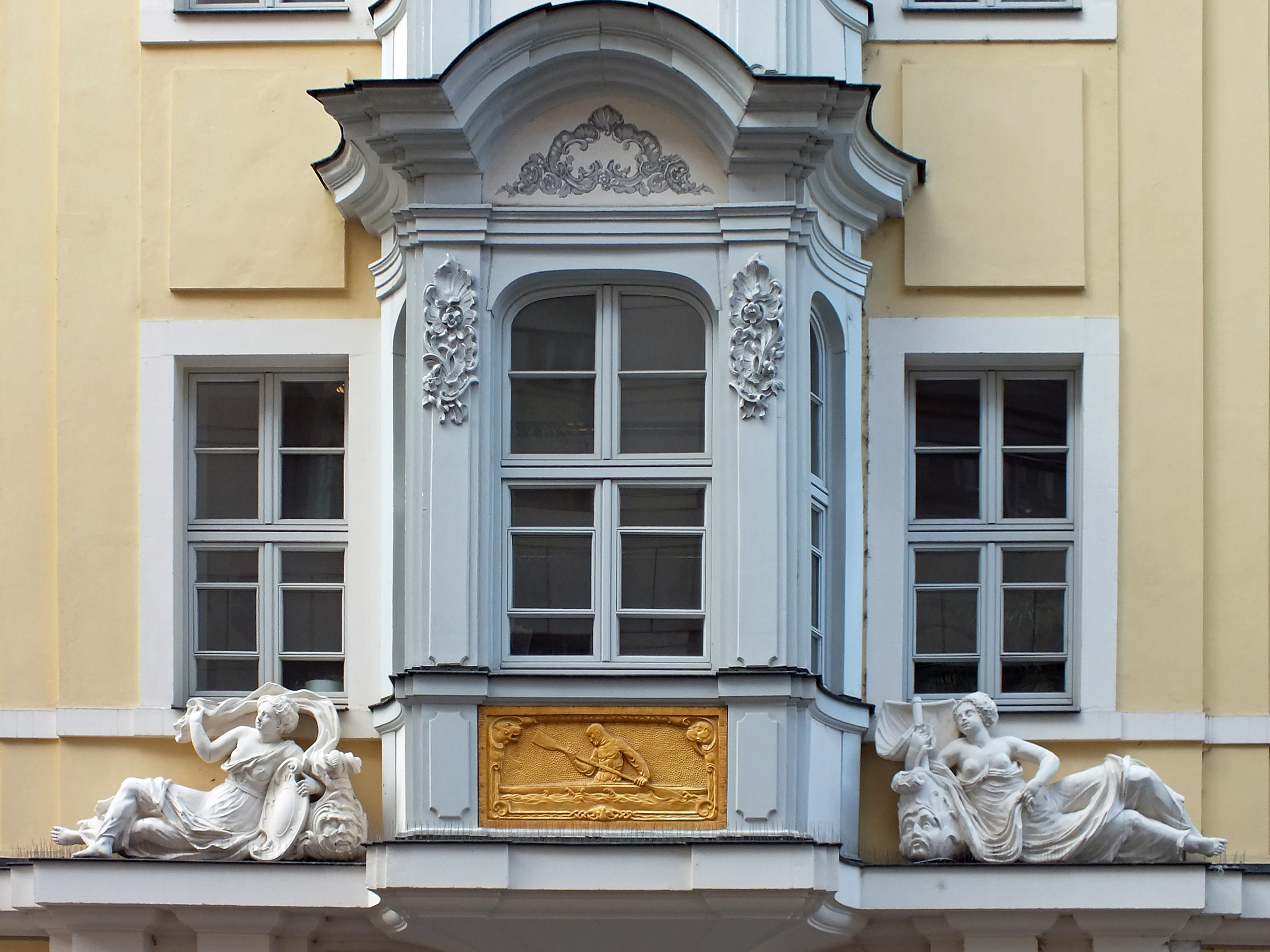
Zum Grönländer
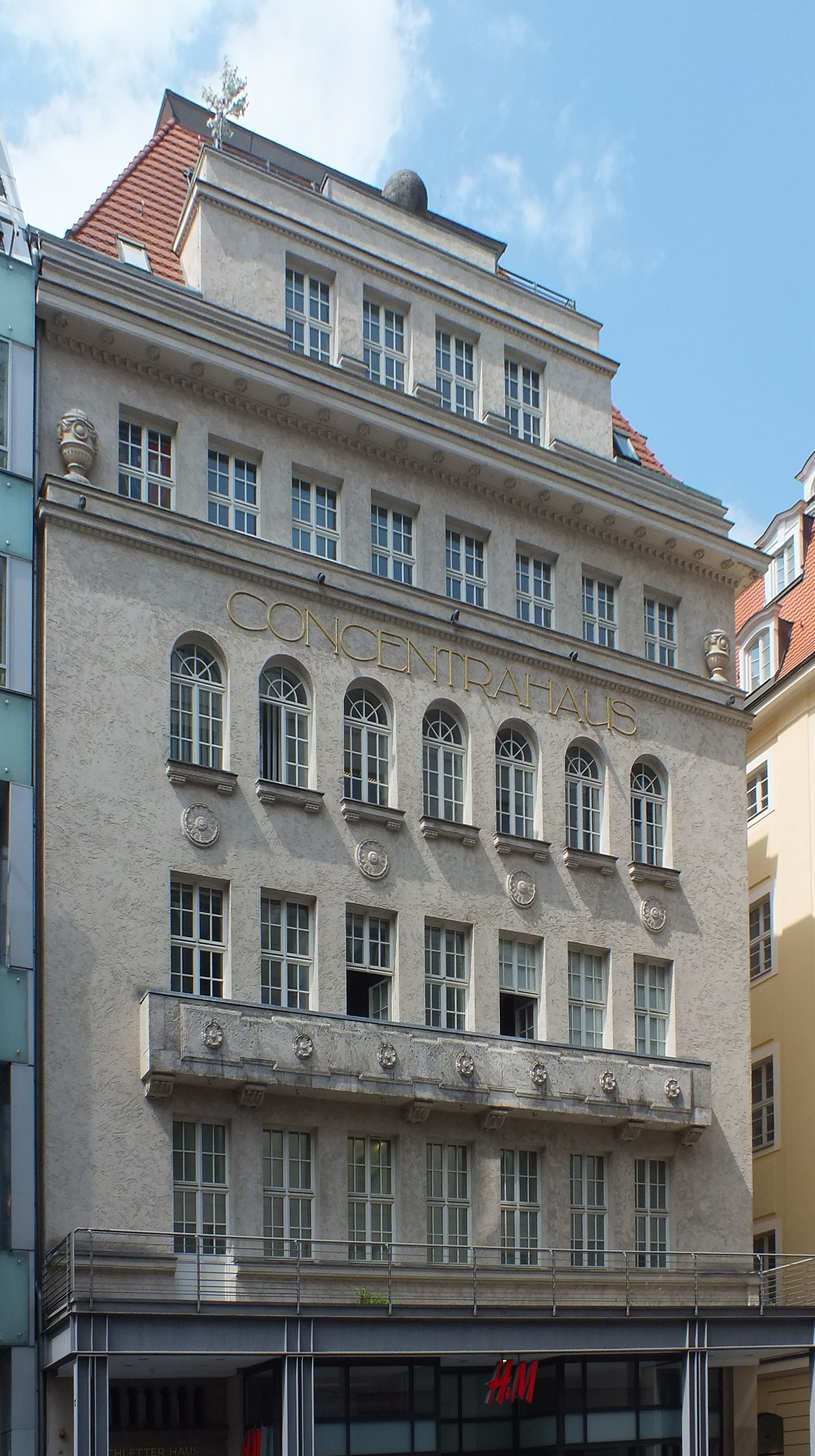
Concentrahaus
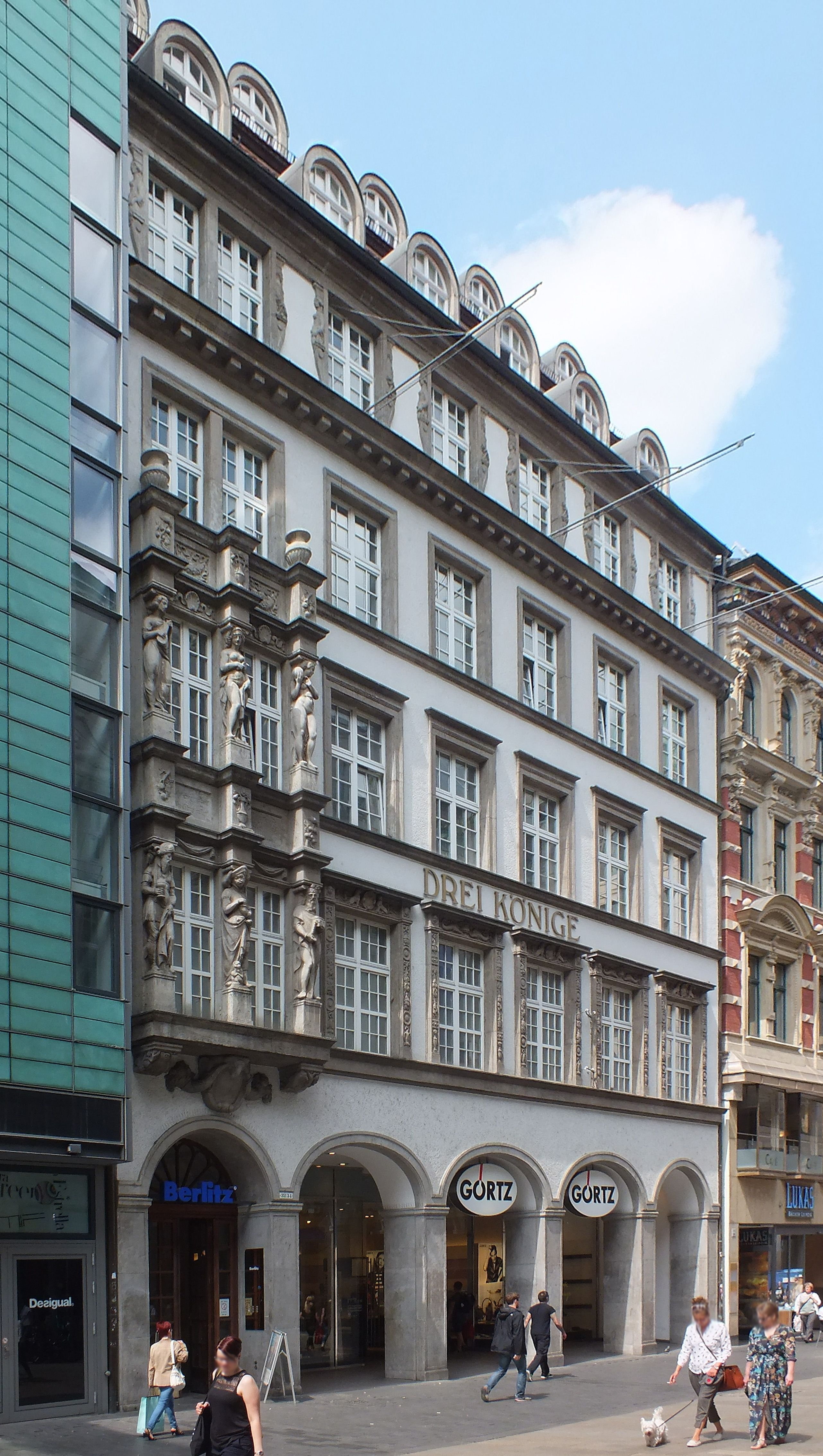
Haus Drei Könige
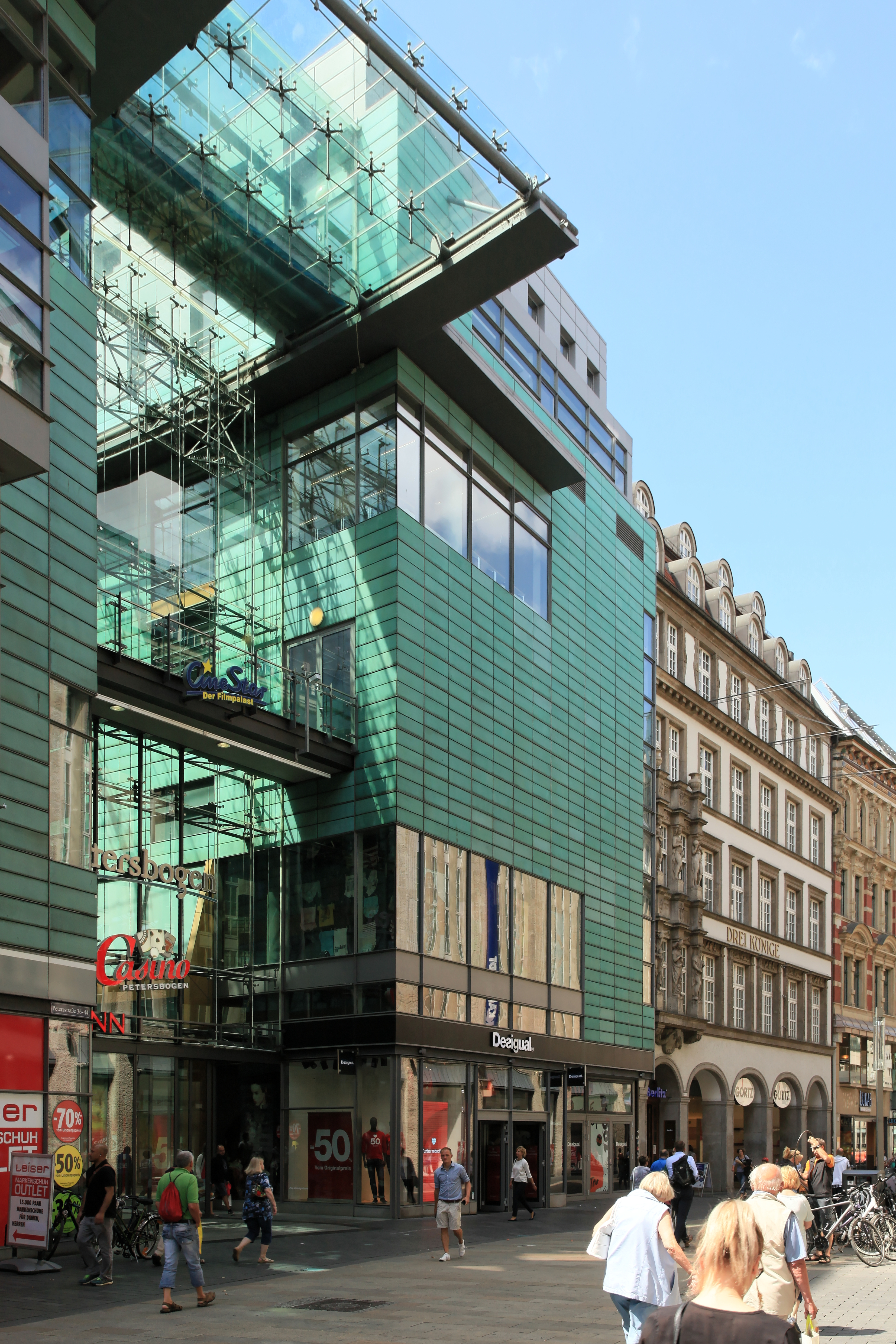
Petersbogen
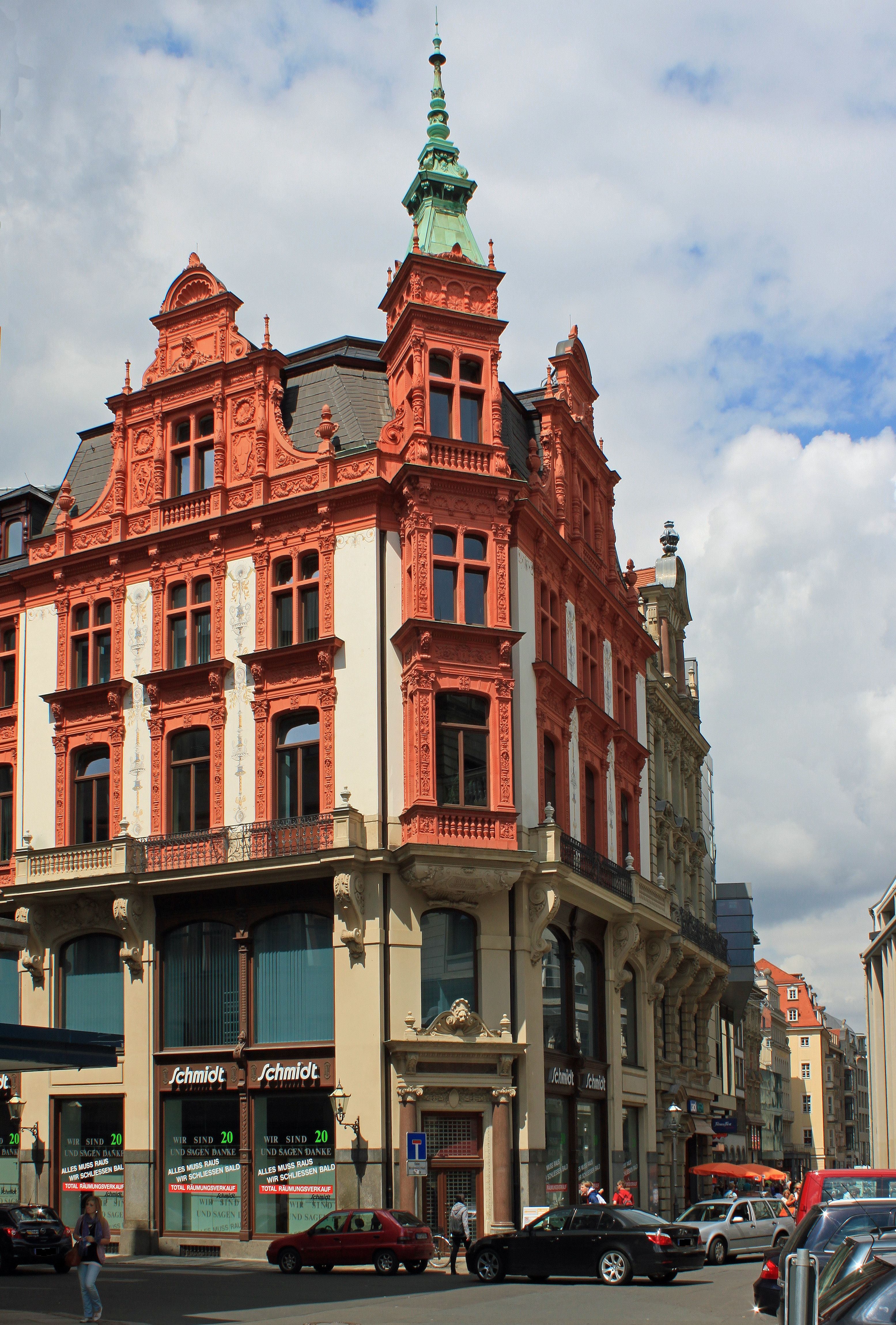
Klingerhaus
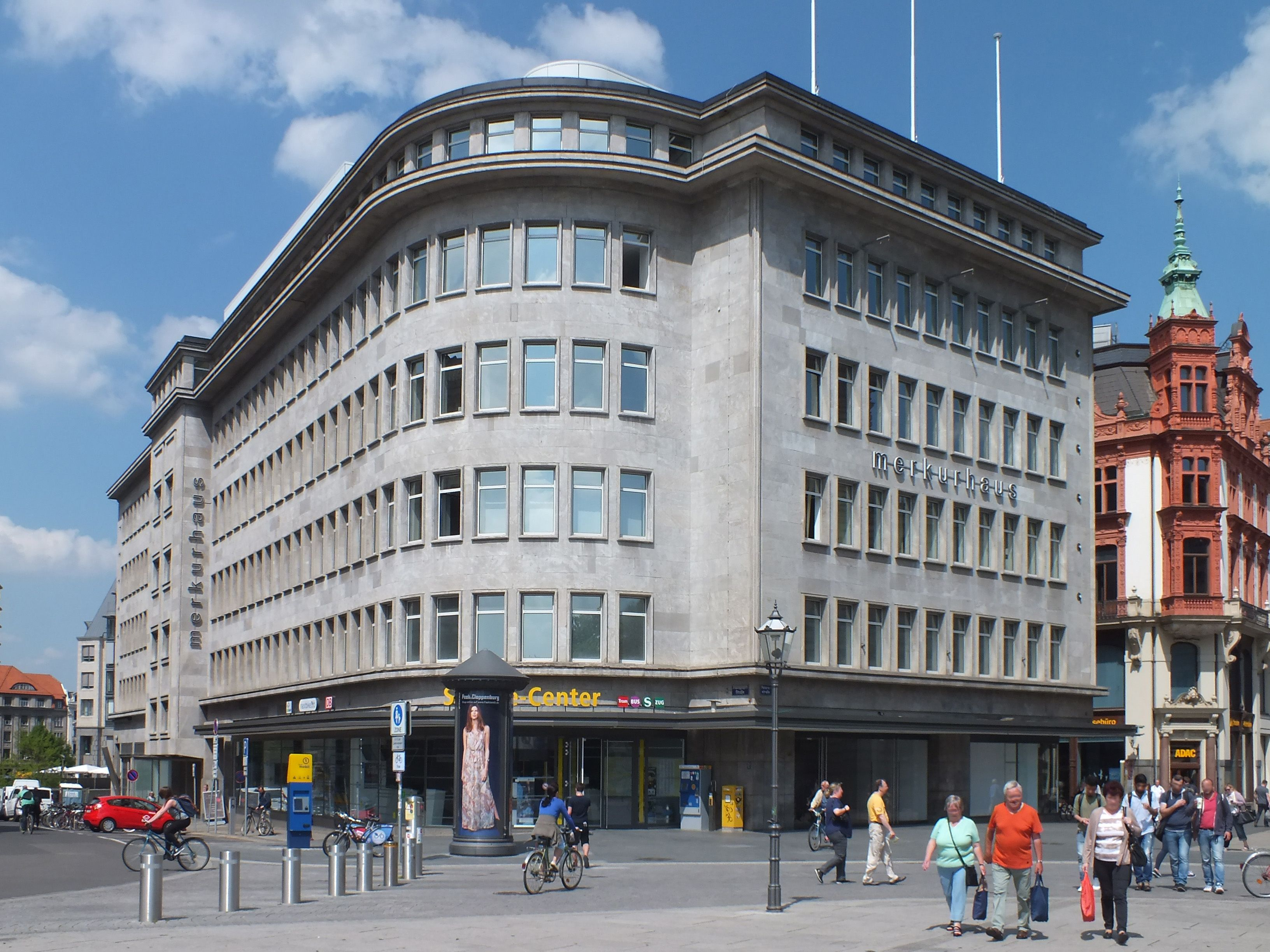
Merkurhaus